# Marieluise Fleißer

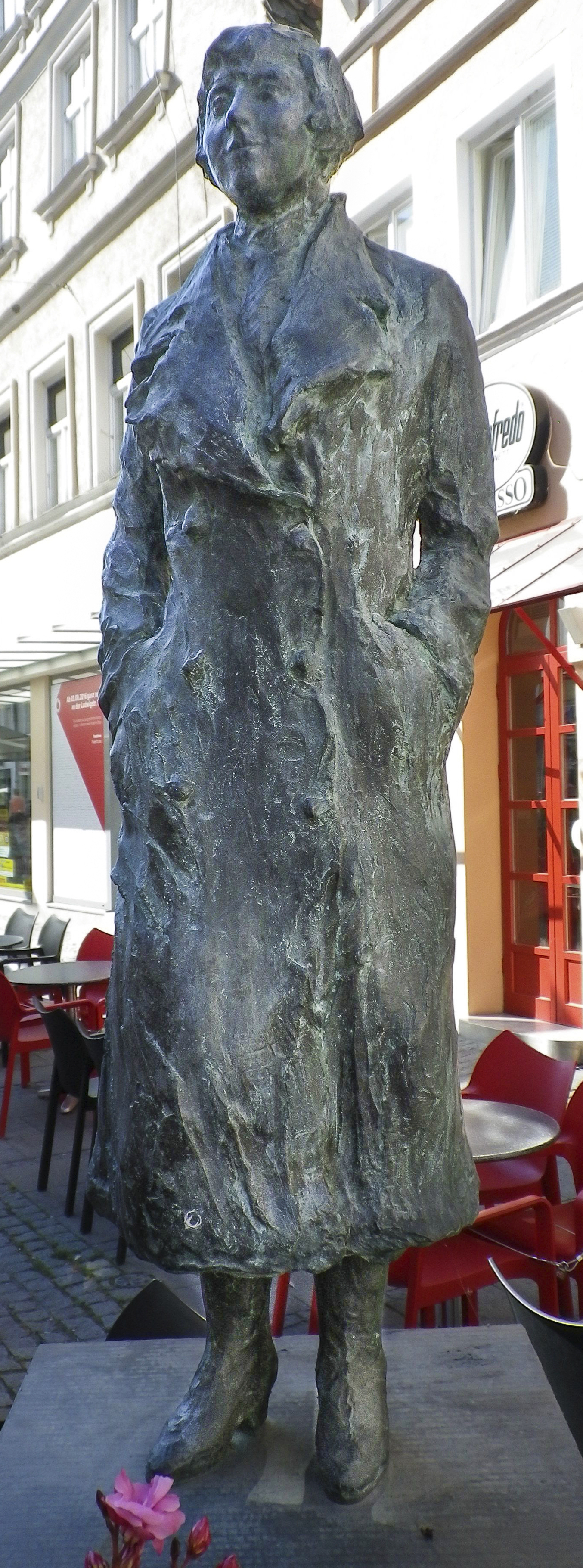
Marieluise Fleißer, Statue von Elisabeth Wagner in Ingolstadt

Marieluise Fleißer (* 22. oder 23. November 1901 in Ingolstadt; † 2. Februar 1974 ebenda) war eine deutsche Schriftstellerin, die der Neuen Sachlichkeit zugerechnet wird.

## Leben
Marieluise Fleißer wurde am 23. November (laut Eintrag des Standesamtes) oder 22. November (laut Eintrag im Kirchenbuch) 1901 in Ingolstadt als Tochter eines Schmieds, Werkzeugmachers und Eisenhändlers geboren. Sie studierte ab 1920 in München Theaterwissenschaft bei Arthur Kutscher und Germanistik. Sie lernte in dieser Zeit Lion Feuchtwanger und über ihn Bertolt Brecht kennen. Als junge Studentin schrieb sie ihr erstes Drama Die Fußwaschung (späterer Titel Fegefeuer in Ingolstadt). Ab 1925 lebte sie wieder in Ingolstadt.
Fegefeuer in Ingolstadt wurde 1926 in Berlin uraufgeführt. Im Sommer des gleichen Jahres besuchte Fleißer wiederholt Brecht in Augsburg, der bei dieser Gelegenheit anregte, das Stück Pioniere in Ingolstadt zu schreiben. Fleißer hatte ihm von der „Invasion“ der Soldaten in der Stadt erzählt, die zu Übungszwecken an die Donau gekommen waren. Im Jahr 1928 verlobte sie sich mit dem Sportschwimmer Josef Haindl.
Das Stück Pioniere in Ingolstadt wurde 1929 in Berlin aufgeführt und verursachte einen der legendären Theaterskandale der Weimarer Republik. Brecht, der in die Regie eingriff, hatte das Stück szenisch verschärft: unter anderem fand die Entjungferung des Dienstmädchens in einem rhythmisch wackelnden Pulverhäuschen auf offener Bühne statt. Marieluise Fleißer wurde im heimatlichen Ingolstadt zur unerwünschten Person und erhielt auch bei ihrem Vater Hausverbot. Es kam zudem zum Bruch mit Brecht.
Fleißer lebte nun als freie Schriftstellerin in Berlin. Sie löste die Verlobung mit Josef Haindl und ging eine Bindung mit dem Journalisten Hellmut Draws-Tychsen ein, die sich als äußerst aufreibende Beziehung erweisen sollte. Mit ihm reiste sie nach Schweden (1929) und nach Andorra (1930). Ein 1926 geschlossener Rentenvertrag mit dem Ullstein Verlag wurde in dieser Zeit aufgelöst, damit sie sich stärker von Brecht distanzieren konnte.
Nachdem ein auf ein Jahr befristeter Rentenvertrag mit dem Verlag Kiepenheuer abgelaufen war, hatte Marieluise Fleißer 1932 große finanzielle Probleme, was zu einem Suizidversuch führte. Sie kehrte von Berlin nach Ingolstadt zurück, wo sie drei Jahre später Josef Haindl heiratete. Sie musste in seinem Tabakwarenladen mitarbeiten, er forderte zudem, dass sie nicht weiter schrieb. Die Nationalsozialisten setzten ihr Stück Pioniere in Ingolstadt und ihren Roman Mehlreisende Frieda Geier auf die „Liste des schädlichen und unerwünschten Schrifttums“. Infolge der ins Stocken geratenen literarischen Tätigkeit, der Repressalien durch das Regime und der beengenden Ehe mit Haindl erlitt Fleißer 1938 einen Nervenzusammenbruch. 1943 erfolgte ein Kriegseinsatz als Hilfsarbeiterin.
Während der Kriegsjahre arbeitete sie an dem Drama Karl Stuart. In den letzten Kriegsjahren entstand Der starke Stamm, ein Volksstück, das 1950 an den Münchner Kammerspielen uraufgeführt wurde. Eine für 1956 geplante Übersiedlung Fleißers zu Brecht nach Ost-Berlin zerschlug sich. Nach dem Tod ihres Ehemannes 1958 löste Fleißer das Tabakwarengeschäft auf und widmete sich wieder mehr ihrer schriftstellerischen Tätigkeit. Ihre Neuentdeckung begann Ende der 1960er Jahre durch die jungen Autoren Rainer Werner Fassbinder, Martin Sperr und Franz Xaver Kroetz. Im Jahr 1971 drehte Walter Rüdel den Film Das bemerkenswerte Leben der Marieluise Fleißer aus Ingolstadt, in dem Fleißer Auskunft über ihr Leben gibt. Im Jahr 1972 erlebte sie die Herausgabe ihrer Gesammelten Werke im Suhrkamp Verlag.
Fleißer starb am 2. Februar 1974 in Ingolstadt und wurde auf dem dortigen Westfriedhof beigesetzt. Ihr literarischer Nachlass befindet sich seit 1978 im Stadtarchiv Ingolstadt.

## Schaffen
Ihre Heimatstadt spielt im Werk Fleißers eine zentrale Rolle. In Ingolstadt verbrachte Marieluise Fleißer fast 60 ihrer 72 Lebensjahre, hier spielen ihre bekanntesten Stücke, ihr Roman und mehrere Erzählungen. Die Provinz mit ihren Menschen, die kleinbürgerliche Welt der Handwerker, Soldaten, Schüler und Dienstmädchen ist Thema und Nährboden für viele ihrer Stücke.

## Rezeption
Herta Müller schrieb zu Fleißers 20. Todestag:

„Als ‚gestisches Sprechen‘ wird die Sprache der Marieluise Fleißer bezeichnet. Sie geht direkt auf die Aussage zu mit einer unverrückbaren Genauigkeit.“

## Werke
- Meine Zwillingsschwester (1923) (später unter dem Titel Die Dreizehnjährigen, ihr erster erhaltener und ihr erster veröffentlichter Text[6])
- Die Stunde der Magd (1925)
- Der Apfel (1925)
- Ein Pfund Orangen (1926)
- Fegefeuer in Ingolstadt (1926), ursprünglich „Die Fußwaschung“
- Die Nachgiebige (1927)
- Das enttäuschte Mädchen (1927)
- Die arme Lovise (1928)
- Pioniere in Ingolstadt. Schauspiel. Arcadia-Verlag, Berlin 1929. 39 S. (drei Fassungen: 1928 [ungedruckt], 1929 und 1968)
- Ein Pfund Orangen und neun andere Geschichten. Gustav Kiepenheuer, Berlin 1929. 207 S. (Inhalt u. a.: Die Ziege, Das Märchen vom Asphalt, Abenteuer aus dem Englischen Garten, Das kleine Leben, Des Staates gute Bürgerin, Die Wittfrau)
- Die möblierte Dame mit dem mitleidigen Herzen (1929)
- Sportgeist und Zeitkunst. Essays über den modernen Menschentyp. (1929)
- Der Tiefseefisch (1930, Uraufführung 1980), Schauspiel in vier Akten, Fragment
- Andorranische Abenteuer (1930)
- Ein Porträt Buster Keatons (1930)
- Mehlreisende Frieda Geier. Roman vom Rauchen, Sporteln, Lieben und Verkaufen. Kiepenheuer, Berlin 1931, 342 S. (Überarbeitung unter dem Titel Eine Zierde für den Verein, 1972)
- Andorranische Abenteuer. Kiepenheuer, Berlin 1932. 189 S. (Sammlung)
- Die Frau mit der Lampe. Eine Legende (1933)
- Die Schwedische Aura (1933)
- Im Wirtshaus ist heut Maskenball... Nimbus Wädenswil 1942, ISBN 978-3-03850-004-9.
- Karl Stuart, Trauerspiel (1946, Uraufführung 2009, Schauspielhaus Dortmund, Regie:Philipp Preuss)
- Das Pferd und die Jungfer (1952) (In: Neue literarische Welt 3,11)
- Avantgarde. Erzählungen. Hanser, München 1963. 156 S. (Inhalt u. a.: Er hätte besser alles verschlafen, Avantgarde)
- Eine ganz gewöhnliche Vorhölle (1963/72)
- Die im Dunkeln (1965)
- Der Venusberg (1966)
- Frühe Begegnung. Erinnerungen an Brecht. (1966)
- Abenteuer aus dem Englischen Garten. Geschichten. 1. bis 5. Tsd. Suhrkamp, Frankfurt a. M. 1969. 159 S. (Bibliothek Suhrkamp, Bd. 223)
- Findelkind und Rebell. Über Jean Genet. (1971)
- Der starke Stamm (Erste Fassung 1950) In: Gesammelte Werke, 1. Band (1972)
- Ich ahnte den Sprengstoff nicht (1973)
- Die List. Frühe Erzählungen, hg. von Bernhard Echte, Suhrkamp Verlag 1995 (Sammlung von Erzählungen die zwischen 1925 u. 1927 v. a. in der Magdeburgischen Zeitung erschienen)

als Hörbuch
- Eine Zierde für den Verein. Roman vom Rauchen, Sporteln, Lieben und Verkaufen. Gelesen von Eva Sixt. Musik: Norbert Vollath. LOhrBär Verlag, Regensburg 2011, ISBN 978-3-939529-10-1, 2 CDs.